# Holler (Spice Girls)
Holler è un brano musicale delle Spice Girls. Dopo Goodbye (1998) è il singolo che accompagna l'uscita del terzo album del gruppo, Forever (2000).
Scritto da Emma Bunton, Melanie C, Melanie B e Victoria Adams, le quattro componenti del gruppo rimaste a seguito dell'abbandono di Geri Halliwell, in collaborazione con Rodney Jerkins, Fred Jerkins III e LaShawn Daniels, il brano si distacca dai precedenti lavori della girl band, entrando nel genere contemporary R&B e abbandonando la dance pop.

## Il singolo
Il singolo della canzone, pubblicato il 23 ottobre 2000, contiene oltre a Holler in un unico disco anche l'altro singolo estratto dall'album Let Love Lead the Way (si tratta di quella che è definita in gergo di una doppia A-side).
In Canada le due canzoni vengono pubblicate in due dischi separati, mentre negli Stati Uniti Let Love Lead the Way non è inclusa nel singolo.
Ottiene un buon successo in tutto il mondo, specialmente nel Regno Unito dove ha raggiunto il primo posto della classifica dei singoli e dove ha vinto il disco d'argento con oltre 250 000 copie vendute.

## Tracce e formati
- UK CD

1. "Holler" [Radio Edit] - 3:55
2. "Let Love Lead The Way" [Radio Edit] - 4:15
3. "Holler" [MAW Remix] - 8:30
4. "Holler" [Music video]

- European CD1

1. "Holler" [Radio Edit] - 3:55
2. "Let Love Lead The Way" [Radio Edit] - 4:15

- Virgin Records Exclusive

1. "Holler" [Instrumental Version]
2. "Holler" [Video Edit]
3. "Holler" [Karaoke Instrumental]

## Classifiche
| Classifica (1998) | Posizione raggiunta |
| ----------------- | ------------------- |
| Regno Unito       | 1                   |
| Nuova Zelanda     | 2                   |
| Australia         | 2                   |
| Italia            | 3                   |
| Irlanda           | 3                   |
| Norvegia          | 4                   |
| Finlandia         | 6                   |
| Svezia            | 8                   |
| Svizzera          | 15                  |
| Belgio (Vallonia) | 15                  |
| Austria           | 24                  |
| Belgio (Fiandre)  | 35                  |
| Francia           | 44                  |

| Classifica di fine anno | Posizione |
| ----------------------- | --------- |
| Classifica italiana     | 64        |